# W służbie miecza
W służbie miecza (tyt. oryg. The Service of the Sword) – czwarty zbiór opowiadań różnych autorów science fiction osadzony w cyklu Honorverse, stworzonym przez Davida Webera. Polskie tłumaczenie antologii wydał Dom Wydawniczy Rebis w roku 2007. Zbiór zawiera sześć opowiadań.
„Miecz” w tytule odnosi się do formalnego tytułu Protektora, władcy planety Grayson.

## Ziemia obiecana
The Promised Land
Autor: Jane Lindskold
Akcja utworu dzieje się krótko przed rozpoczęciem Honoru królowej. Midszypman Michael Winton, brat królowej Manticore, zostaje wysłany wraz z misją dyplomatyczną na planetę Masada, którą Manticore ma nadzieję pozyskać jako sojusznika w zbliżającej się wojnie z Ludową Republiką Haven. Masada jest planetą prymitywną, ze społeczeństwem silnie patriarchalnym, jednak leży na środku trasy między Manticore a Haven. Po przybyciu na planetę okazuje się, że od pewnego czasu znajduje się też tam reprezentacja Haven. Mimo to delegacja z Manticore usiłuje negocjować. W tym samym czasie Judith Templeton, jedna z żon bogatego Masadczyka, planuje ucieczkę z planety. Jest w ciąży, a jeśli jej mąż dowie się, że dziecko to dziewczynka, nakaże aborcję, do czego Judith nie chce dopuścić. Z pomocą nielegalnej organizacji kobiet, Sióstr Barbary, układa plan: wymknąć się, ukraść statek handlowy Templetonów, a po dostaniu się na orbitę szukać azylu w Manticore lub Haven.

## Za jednym zamachem
With One Stone
Autor: Timothy Zahn
Akcja opowiadania dzieje się pomiędzy Placówką Basilisk a Honorem królowej. W Konfederacji Silezjańskiej, głównym obszarze, na którym handluje Królestwo Manticore, zaczynają znikać statki Królestwa. Wywiad Manticore podejrzewa, że piraci są uzbrojeni w coś dotąd niespotykanego: broń zdolną na odległość niszczyć tarcze okrętów. Wywiad rekrutuje do pomocy Rafaela Cardonesa, pierwszego oficera na okręcie HMS Fearless, aby ten spróbował dowiedzieć się, co się dzieje. Ludowa Republika Haven poluje na statki z użyciem eksperymentalnej broni. Broń ta przechodzi właśnie testy, gdy enigmatyczny handlarz bronią, znany jako Charles, próbuje przekonać Ludową Republikę do jej zakupu. Jednak oficerowie Haven zaczynają podejrzewać, że z „Cripplerem” coś jest nie tak.

## Okręt zwanyFrancis
A Ship Called Francis
Autorzy: John Ringo i Victor Mitchell
W nadziei na przyspieszenie kariery, specjalista Królewskiej Marynarki Sean Tyler zgłasza się ochotniczo do służby w sojuszniczej Marynarce Graysona. Trafia na GNS Francis Mueller, przestarzały krążownik, którego dowództwo Marynarki Graysona używa do pozbycia się niechcianych oficerów. Tyler musi radzić sobie z nieodpowiedzialnym kapitanem, nadgorliwym pierwszym oficerem i kapelanem pokładowym cierpiącym na bezsenność, przez co w głośnikach cały czas rozlegają się jego modły. Gdy kapitan zapada w śpiączkę w wyniku wypadku, Tyler musi znaleźć sposób, by pierwszy oficer nie wyrzucił połowy załogi w przestrzeń za wyimaginowaną opieszałość.

## Urlop
Let’s Go To Prague
Autor: John Ringo
Szpiedzy Manticore, John Mullins i Charles Gonzales, postanawiają wziąć krótki urlop. Lecą na planetę wypoczynkową Prague w Republice Haven. Na miejscu okazuje się jednak, że nie będą mogli odpocząć: przebywający akurat w systemie admirał Mládek chce uciec do Manticore. Mullins i Gonzales otrzymują zadanie wydostać go z Prague i z Ludowej Republiki. Sprawę utrudnia fakt, że na Prague znajduje się stara miłość Mullinsa.

## Fanatyk
The Fanatic
Autor: Eric Flint
Akcja opowiadania dzieje się pod koniec Popiołów zwycięstwa. Robert Jamka, nieprzyjemny komisarz bezpieczeństwa Ludowej Marynarki na sektor San Martin, zostaje zamordowany. Krótko potem do San Martin dociera wiadomość o zamachu McQueen (opisanym w opowiadaniu Byle do zmierzchu), a lokalna flota Służby Bezpieczeństwa otacza Ludową Marynarkę, efektownie trzymając ich jako zakładników. Komisarz bezpieczeństwa Yuri Radamacher i jego podwładna usiłują dociec, kto stoi za śmiercią Jamki. Wówczas SB przysyła do San Martin specjalnego agenta Victora Cachata. Mężczyzna, pełen ideałów komitetu fanatyk, prowadzi własne śledztwo. Rozpoczyna je od aresztowania Radamachera.
Opowiadanie jest kontynuacją historii Góral Erica Flinta ze zbioru Nie tylko Honor, skupiając się na postaci Victora Cachata.

## W służbie miecza
The Service of the Sword
Autor: David Weber
Akcja opowiadania dzieje się po Popiołach zwycięstwa. Pani midszypmen Abigail Hearns, pierwsza kobieta Graysona w służbach mundurowych, trafia na okręt Królewskiej Marynarki HMS Gauntlet. Podczas lotu zaczyna podejrzewać, że dowodzący okrętem kapitan Oversteegen dyskryminuje ją ze względu na pochodzenie z planety uznawanej za prymitywną.
Tymczasem Gauntlet trafia na planetę Tyberion, aby zbadać zniknięcie frachtowca Haven i niszczyciela Floty Erewhonu. Nie wiedzą, że w systemie działa firma najemnicza Manpower, pracując dla rządu planety Mesa. Hearns zostaje wysłana na powierzchnię Tyberiona, by przesłuchać mieszkańców religijnej osady, jedynej kolonii na planecie. Zostają zaatakowani przez Manpower, podczas gdy na orbicie Oversteegen musi walczyć z dezerterami z Republiki Haven.
Postać Michaela Oversteegena pojawiła się później w powieści Królowa Niewolników, a następnie, wraz z Abigail Hearns, w drugim i trzecim tomie cyklu Saganami.